# Proceso de urbanización

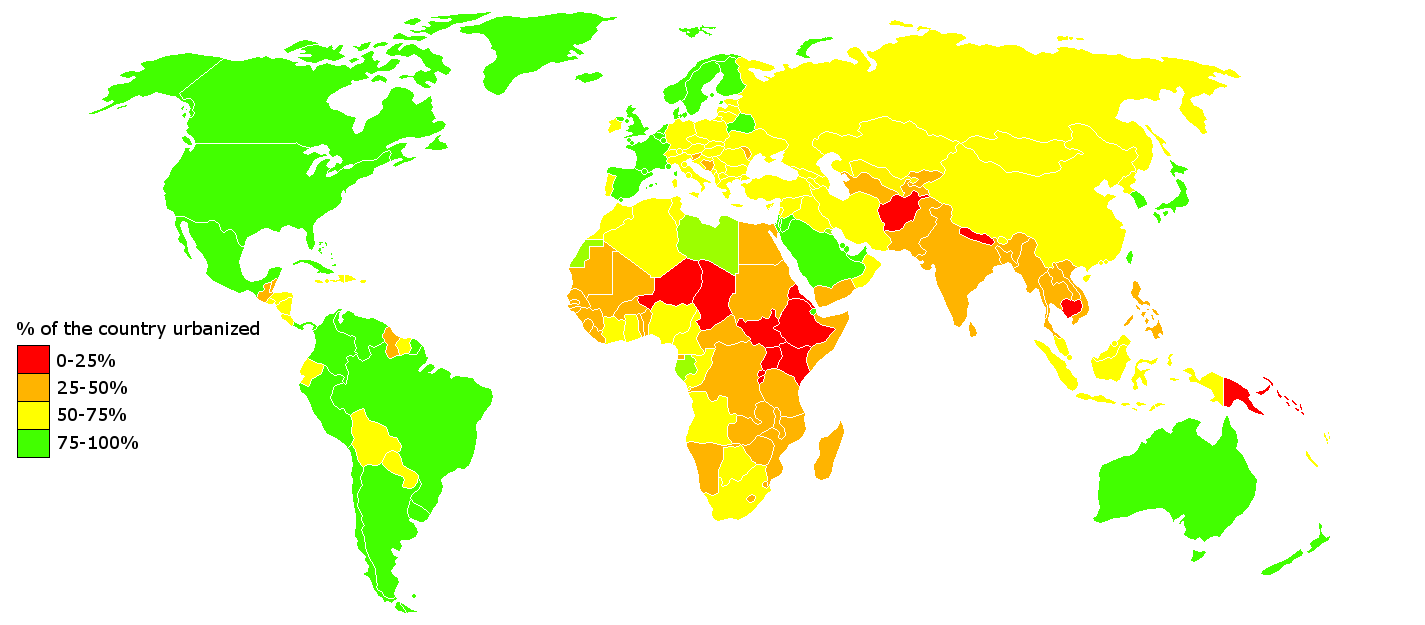
Mapa mundial de la urbanización en 2012.

El proceso de urbanización es  la progresiva concentración y aumento de la población y actividades económicas en las ciudades.

## Causas Principales de la urbanización
El proceso de urbanización se debe a los siguientes factores: 
- Búsqueda de empleo o un empleo mejor remunerado.
- Construir, comprar o alquilar una vivienda.
- Mejor calidad de servicios sanitarios y educativos.
- Acceso a educación superior.
- Acceso al agua potable y saneamiento.
- Acceso a electricidad e internet.
- Acceso a mercados más grandes, donde se ofrecen más productos que en zonas rurales.
- Ausencia del gobierno en las áreas rurales.
- Mayor seguridad y más presencia policial que en áreas rurales.
- El crecimiento natural o el crecimiento de la población en las zonas urbanas y la re clasificación de las áreas rurales como zonas urbanas.[2]

En demografía se denomina urbanización al fenómeno por el que se produce una migración del medio rural (campo) al medio urbano (ciudades). Este fenómeno toma fuerza a finales del siglo XIX pero es durante el siglo XX y XXI cuando alcanza gran importancia. Así, en 1950, el 30% de la población mundial era urbana - el 70% de la población vivía en el medio rural-. En el año 2007 la población urbana del planeta superó a la rural por primera vez en la historia. En 2018 la población urbana alcanza el 55% de la población mundial y se calcula que en 2050 un 66% (dos tercios) de la población mundial vivirán en ciudades. Este fenómeno está produciendo un despoblamiento de muchas zonas rurales. La urbanización trae consigo no solamente la despoblación del medio rural sino, también, la caída de la tasa de fertilidad.

## Niveles y tendencias de la urbanización

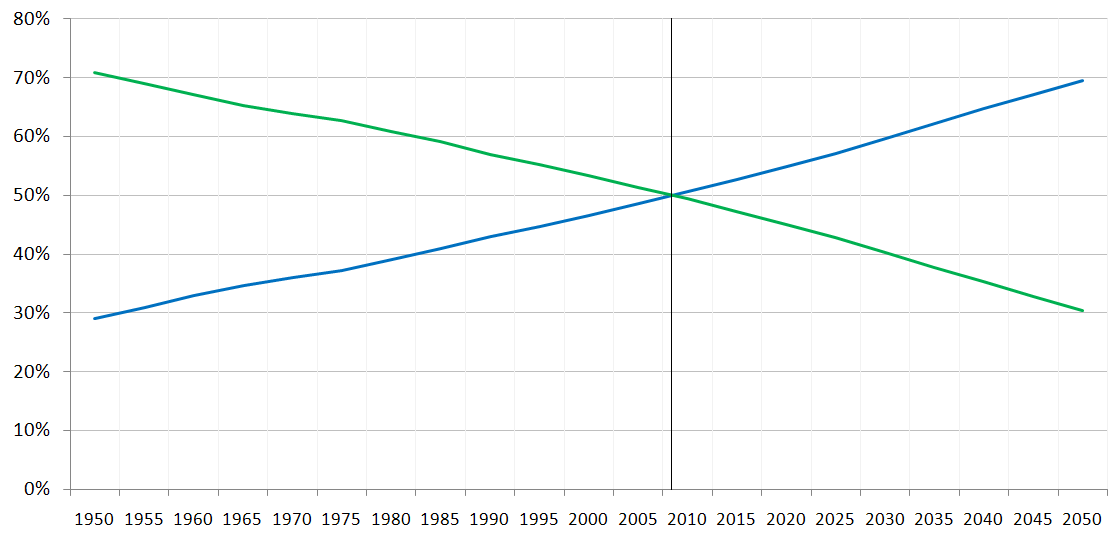
Porcentaje de la población mundial: urbana / rural.

A nivel mundial, actualmente, más personas viven en zonas urbanas que en zonas rurales. Por primera vez en la historia, la población urbana mundial superó a la población rural mundial en 2007; a partir de entonces, la población del mundo tiende a permanecer predominantemente urbana. El proceso de urbanización global ha avanzado rápidamente durante las últimas seis décadas. 
En 1951, el 79 % de las personas en todo el mundo vivía en asentamientos rurales y el 21 % en los asentamientos urbanos. En 1967, la mitad de la población mundial era urbana. En 2014, el 54 % de la población mundial era urbana. Todo parece indicar que la urbanización global continuará, por lo que, en 2050, el mundo será un tercio rural (34 %) y dos tercios urbano (66 %), más o menos a la inversa de la distribución de la población rural-urbana de mediados del siglo XX.
El número de países que se consideran altamente urbanizados ha aumentado en las últimas décadas y se prevé que seguirá aumentando en las próximas. De entre 233 países o áreas más de la mitad de su población urbana y un tercio de los países considerados tenía más del 75 % de su población urbana. Una proyección de la ONU señala que en 2050 más del 80 % de los países tendrá al menos la mitad de su población urbana; y, poco menos del 50 % tendrá al menos el 75 % de su población urbana.

### Ventajas de la urbanización

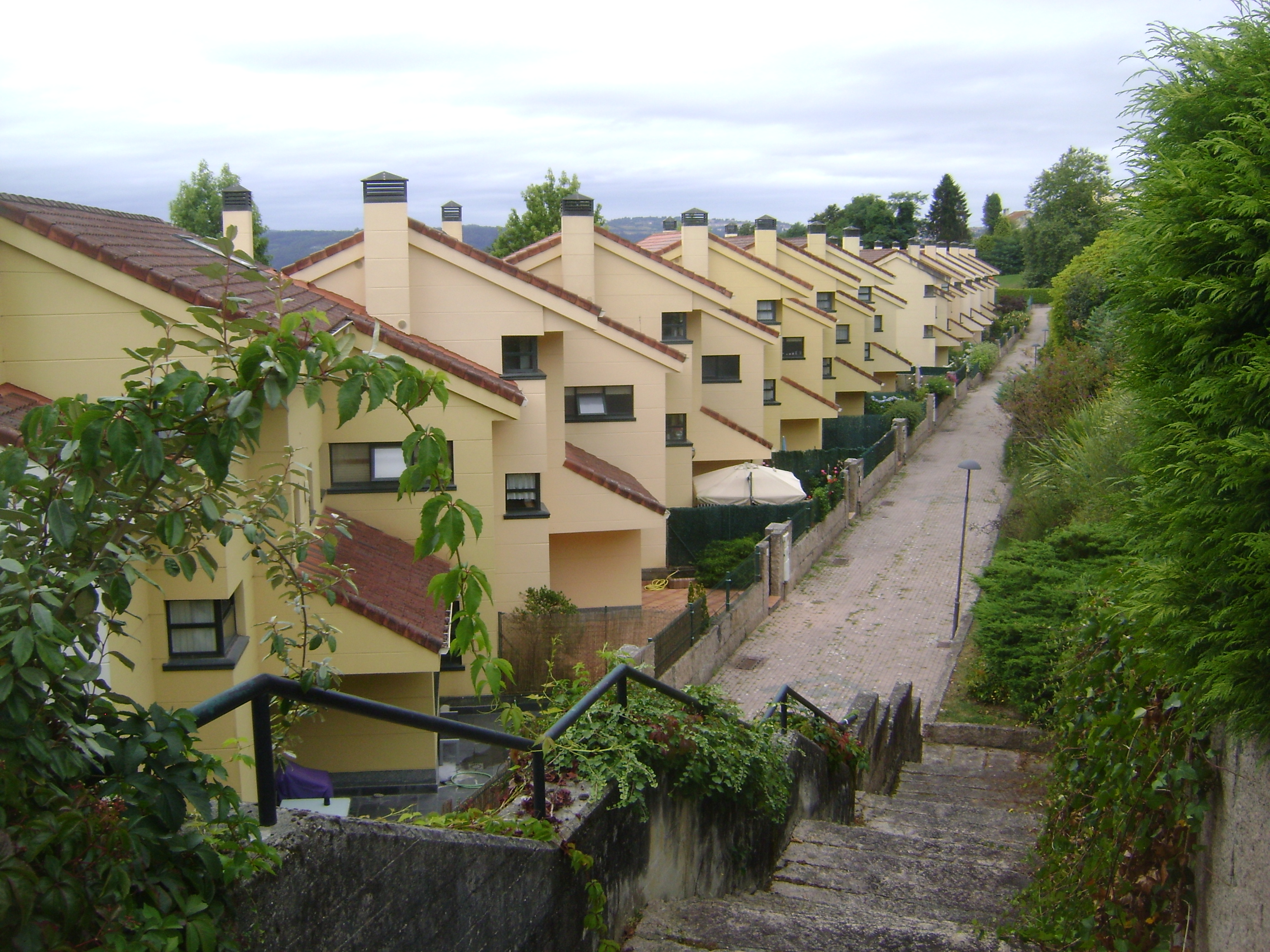
Chalets en Montrove, Oleiros, Galicia, España.

Las ventajas se centran en los beneficios que trae la urbanización a los individuos.
En cuanto a la relación con los individuos citan que los ingresos tienden a ser más altos en las ciudades que en las áreas rurales; la calidad de vida es mejor pues los gobiernos pueden aplicar eficientemente programas en gran escala en áreas como comunicaciones, transporte, agua potable, sanidad y tratamiento de residuos.
También se hace mención a sus consecuencias positivas a la economía pues la ciudad atrae negocios y empleos, que a la vez incrementa la productividad; es posible el comercio intraindustrial debido a la especialización del trabajo; las empresas urbanas pueden aprender de otras de la misma industria o de sus proveedores; estar cerca de sus clientes les permite responder mejor a la demanda cambiante; las cercanía de las empresas con sus clientes y proveedores combinado con medios de transportes baratos reducen los costos de transacción; las ciudades incuban las ideas y las tecnologías que aceleran el progreso económico.
En cuanto a los efectos en relación con las áreas y  zonas rurales: las personas que migran a la ciudad mandan remesas para las familias de áreas rurales; debido a menor mano de obra que quedan en el campo, los sueldos pueden aumentar allá; se tiende a disminuir la tasa de pobreza en las zonas rurales, aunque esto acaece debido a que los pobres se trasladan a las ciudades aumentando la pobreza urbana.
Empero, no hay ninguna evidencia de que eleven el PBI per cápita, aunque si existe una positiva pero débil correlación.

### Desventajas de la urbanización

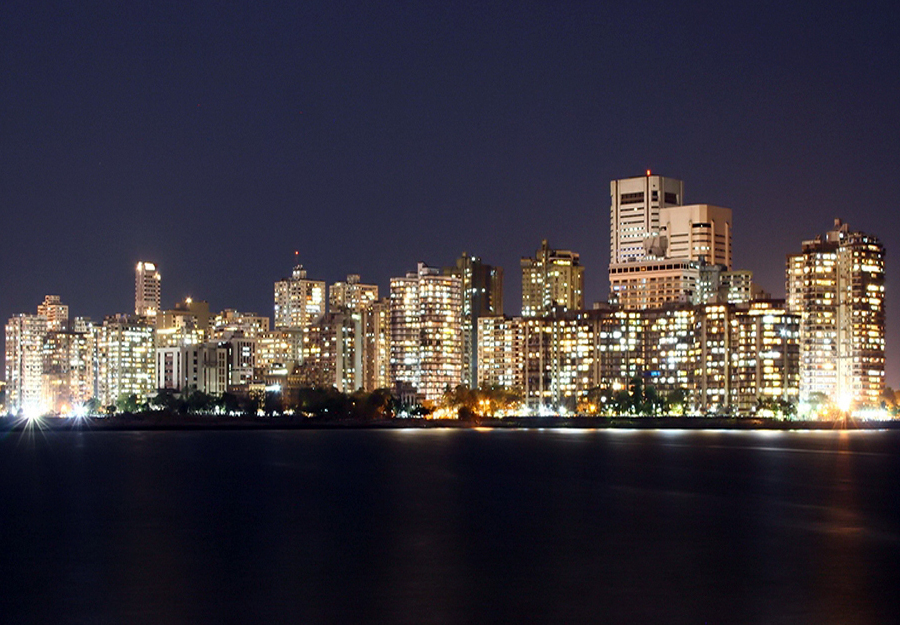
Bombay es la ciudad más poblada de la India, y la cuarta ciudad más poblada del mundo, con una población total en el área metropolitana de aproximadamente 20 millones de habitantes.

Los que están en contra citan a su vez el impacto en el ambiente y la calidad de vida: la contaminación en las ciudades es mayor debido al tráfico, la congestión de vehículos y la recolección deficiente de residuos; las ciudades muchas veces exceden la capacidad natural de absorber los desechos lo que perjudica la salud; las ciudades demandan tierra, agua y recursos naturales que son desproporcionadamente altos que la superficie que ocupan debido a los altos ingresos y consumos y al gran tamaño de la población. La rápida ocupación de suelo para la construcción se ha convertido en uno de los problemas medioambientales más importantes desde la segunda mitad del siglo XX. Debido a la migración del campo a las grandes ciudades y los intensos cambios de uso a partir de la década de 1960, la superficie dedicada a la agricultura o a la vegetación natural se halla en franco retroceso.
También citan efectos sobre la pobreza, pues la urbanización está vinculada con el aumento de la pobreza urbana; la gran desigualdad en las ciudades; los pobres viven en asentamientos informales hacinados y en malas condiciones debido a que los costos de vivienda son elevados y además en estos lugares existen problemas relacionados con la salud, a la malnutrición, la mortalidad infantil, la escolaridad primaria. Por último; los asentamientos informales son más vulnerables a catástrofes y a la contaminación. En cuanto a la relación negativa con las zonas rurales es que la emigración a gran escala tiende a causar un deterioro a largo plazo de la infraestructura física y humana.
En cuanto a los problemas sociales, se menciona existe mucha delincuencia debido a la gran cantidad de jóvenes y las menores oportunidades de empleo; debido a la fuerte concentración ciudadana se genera gran cantidad de conflictos.
En una encuesta de la ONU a líderes gubernamentales, sólo el 14% estuvo de acuerdo con el índice de urbanización y con el tamaño de las ciudades, mientras que el 83% inició medidas para frenarlas y el 3% inicio medidas para acelerar el crecimiento de sus ciudades.

## Hiperurbanización
Cuando el proceso de urbanización adquiere un ritmo o un tamaño desproporcionado en relación con el resto del territorio se puede hablar de hiperurbanización. Este fenómeno tiene dos aspectos: el primero es el proceso por el cual la población aumenta radicalmente en las ciudades -proceso de urbanización- frente a la población rural; el segundo se produce por la preeminencia de ciudades o metrópolis -generalmente consideradas ciudades primadas- que absorben la población de todo un país o territorio ya que se constituyen en centros económicos atractores frente a una periferia rural, desindustrializada y generalmente empobrecida y envejecida.
Aunque existen ciudades a lo largo de la historia de la humanidad puede afirmarse que el proceso de urbanización se generaliza en los distintos países acompañado de la revolución industrial y el desarrollo económico -desde el siglo XVIII-. Sin embargo desde mediados del siglo XX se produce una cambio tecnológico acelerado y el fenómeno de la globalización, que acentúan e incentivan los flujos migratorios entre regiones, países y ciudades, que tienen como destino final preferente a ciudades de gran tamaño donde se ofrecen más oportunidades laborales y vitales.
El proceso de hiperubanización debe considerarse decisivo en la sociedad y la economía actual: es un fenómeno de carácter urbano donde se concentra más del 85% del PBI y donde se generan ofertas laborales frente al medio rural, cada vez más tecnificado y mecanizado y las ciudades pequeñas e intermedias que van perdiendo su importancia industrial y económica.
Las previsiones señalan que el proceso de urbanización se acentuaría en las próximas décadas hasta alcanzar la cifra de más de un 80% de la población mundial habitando zonas urbanas interiores o costeras.

## Teorías Globales
El proceso de urbanización ha sido analizado desde diversas teorías que explican su desarrollo y efectos en el territorio. La Teoría de la Ecología Urbana, desarrollada por la Escuela de Chicago, considera la ciudad como un ecosistema donde diferentes grupos compiten por el espacio. Modelos como el de Concentración Concéntrica de Burgess, el de Sectores de Hoyt y Múltiples Núcleos de Harris y Ullman explican cómo se organiza el crecimiento urbano.
Desde la Teoría de las Economías de Aglomeración explica cómo la concentración de empresas y personas puede generar beneficios en productividad e innovación, pero también problemas como la congestión.
El enfoque marxista, desarrollado por autores como David Harvey y Manuel Castells, propone la Teoría de la Urbanización Capitalista, que analiza cómo el capitalismo moldea la ciudad, generando desigualdades y procesos como la especulación inmobiliaria. Relacionada con esto, la Teoría del Desarrollo Desigual sostiene que el crecimiento urbano no ocurre de manera uniforme, sino que algunas zonas se benefician mientras otras quedan marginadas.
En el contexto global, Saskia Sassen propone la Teoría de la Ciudad Global, donde algunas ciudades como Nueva York, Londres o Tokio se convierten en centros estratégicos de la economía mundial, mientras que la Teoría de la Urbanización Planetaria, de Henri Lefebvre y Neil Brenner, plantea que la urbanización ya no es exclusiva de las ciudades, sino que todo el territorio, incluidas áreas rurales y naturales, está influenciado por procesos urbanos.

## Teorías Regionales
- Teoría de la Urbanización Latinoamericana:[12] Emilio Pradilla argumenta que la urbanización en América Latina ha seguido un patrón distinto al de los países desarrollados, caracterizado por la expansión de asentamientos informales, la especulación del suelo y la falta de planificación efectiva. Su trabajo enfatiza cómo el capitalismo y la desigualdad estructuran las ciudades latinoamericanas, generando periferias marginadas y fragmentación social.
- Teoría de la Dependencia Urbana: Florestan Fernandes y Aníbal Quijano explican cómo la urbanización en América Latina ha estado condicionada por el sistema económico global. La expansión de las ciudades ha sido impulsada por capitales extranjeros y modelos de desarrollo que han profundizado la desigualdad, concentrando recursos y oportunidades en ciertas áreas mientras marginan a otras.
- Teoría del Crecimiento Periférico: Oscar Lewis y Janice Perlman estudian la proliferación de asentamientos informales en las periferias urbanas y la reproducción de la pobreza en estos espacios. A diferencia de la modernización urbana en países desarrollados, en América Latina la expansión de las ciudades ha generado grandes cinturones de miseria, con baja integración al resto del tejido urbano.